# Sidi Akkacha
Sidi Akkacha là một đô thị thuộc tỉnh Chlef, Algérie. Dân số thời điểm năm 2002 là 23.374 người.